# Nová Pasečnice
Nová Pasečnice je část obce Pasečnice v okrese Domažlice v Plzeňském kraji. Tvoří severovýchodní část Pasečnice. Je zde evidováno 46 adres. V roce 2011 zde trvale žilo 80 obyvatel.
Nová Pasečnice leží v katastrálním území Pasečnice o výměře 7,75 km².

## Historie
První písemná zmínka o vesnici pochází z roku 1789.

## Obyvatelstvo
| Rok            | 1869 | 1880 | 1890 | 1900 | 1910 | 1921 | 1930 | 1950 | 1961 | 1970 | 1980 | 1991 | 2001 | 2011 | 2021 |
| -------------- | ---- | ---- | ---- | ---- | ---- | ---- | ---- | ---- | ---- | ---- | ---- | ---- | ---- | ---- | ---- |
| Počet obyvatel | 223  | 244  | 250  | 254  | 248  | 228  | 211  | 159  | 144  | 125  | 95   | 83   | 92   | 80   | 95   |
| Počet domů     | 32   | 34   | 39   | 36   | 39   | 39   | 48   | 42   | 36   | 33   | 31   | 36   | 39   | 39   | 43   |

## Obecní správa
Při sčítání lidu v letech 1850–1879 Nová Pasečnice byla osadou obce Havlovice v okrese Domažlice. V letech 1880–1984 byla osadou obce Pasečnice v okrese Domažlice. Od 1. ledna 1985 do 23. listopadu 1990 byl částí obce Stráž v okrese Domažlice. Od 24. listopadu 1990 je opět částí obce Pasečnice v okrese Domažlice.

## Pamětihodnosti
- Kaple svatého Františka

## Další fotografie

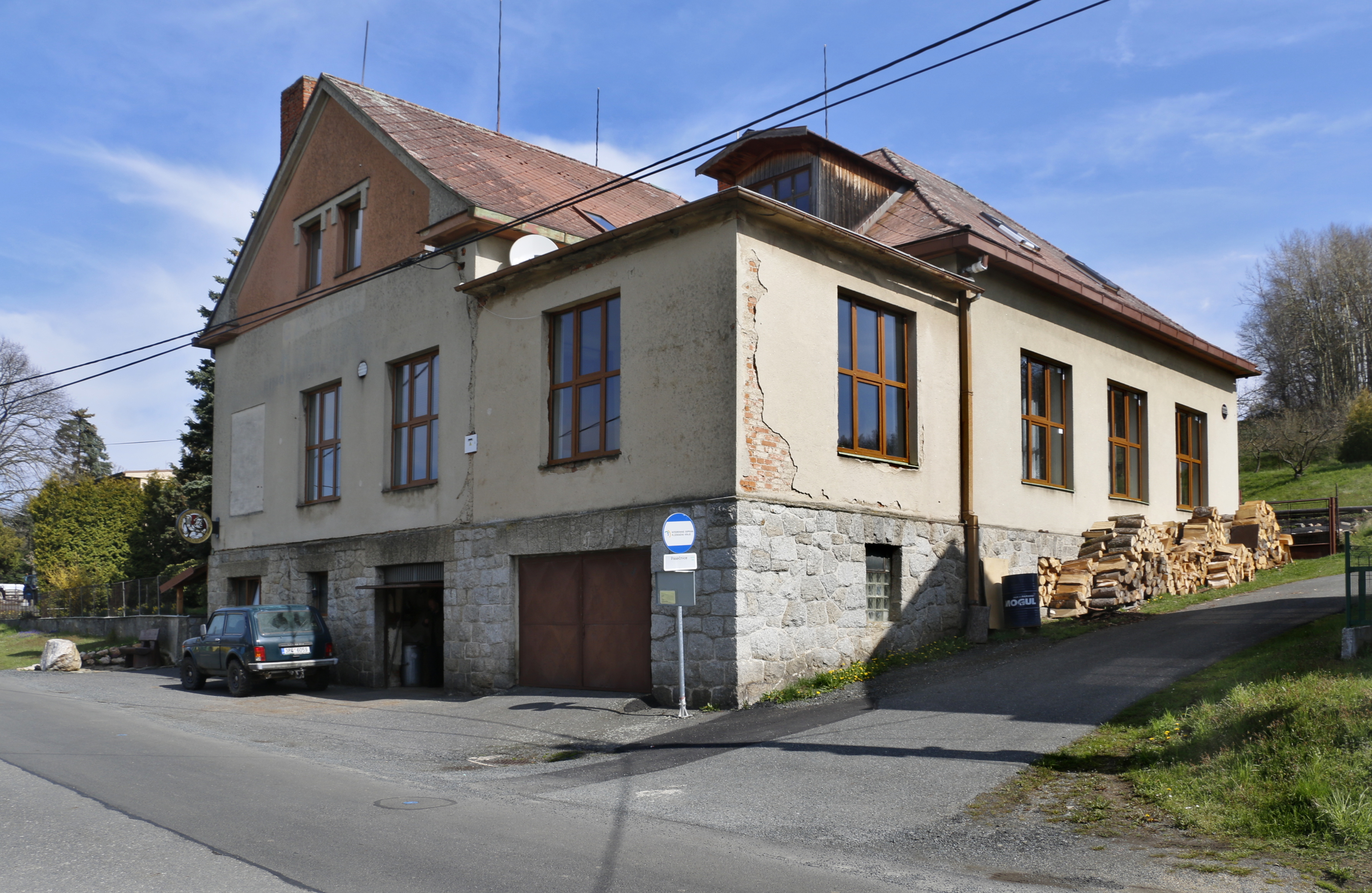
Bývalá hospoda
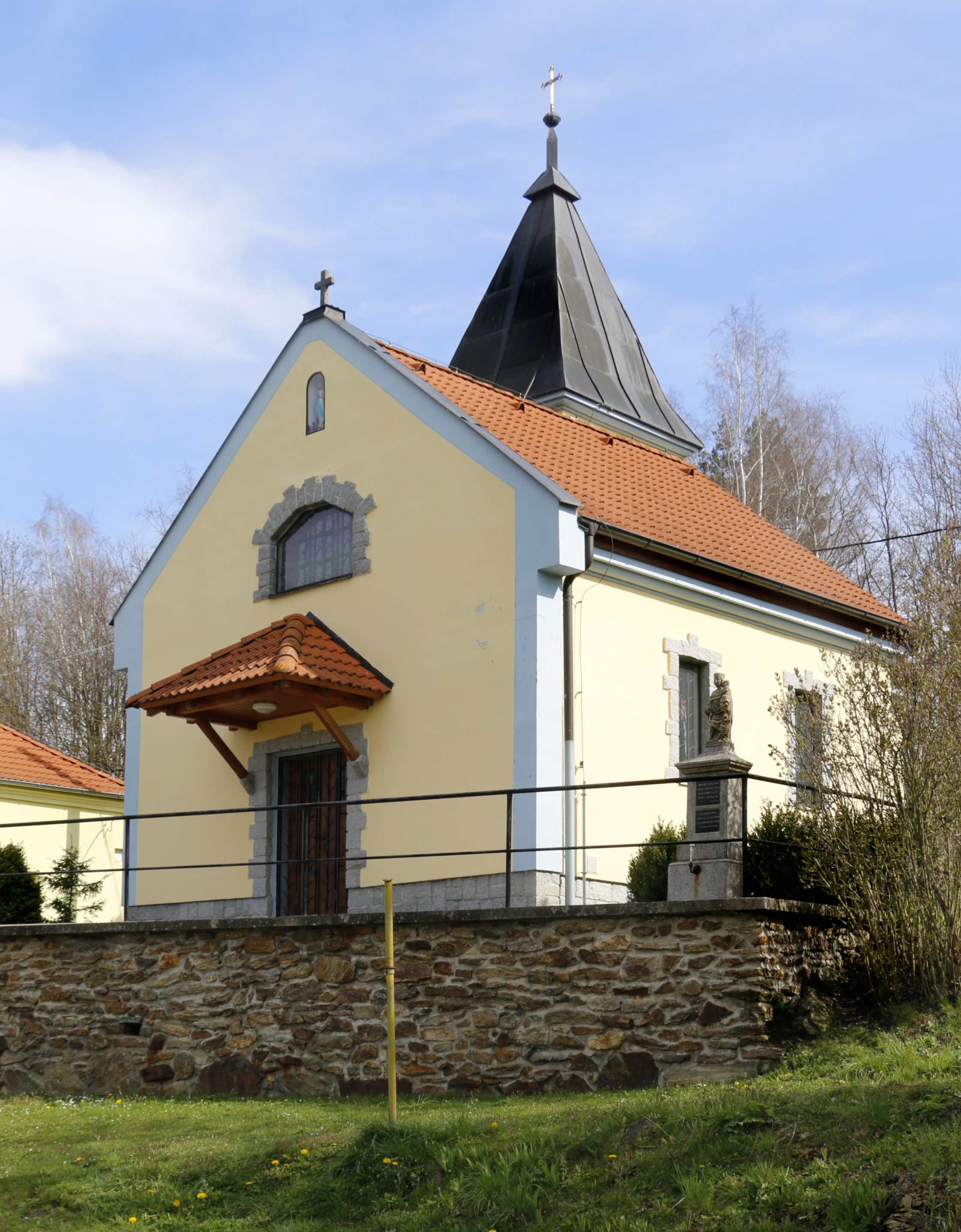
Kaple svatého Františka
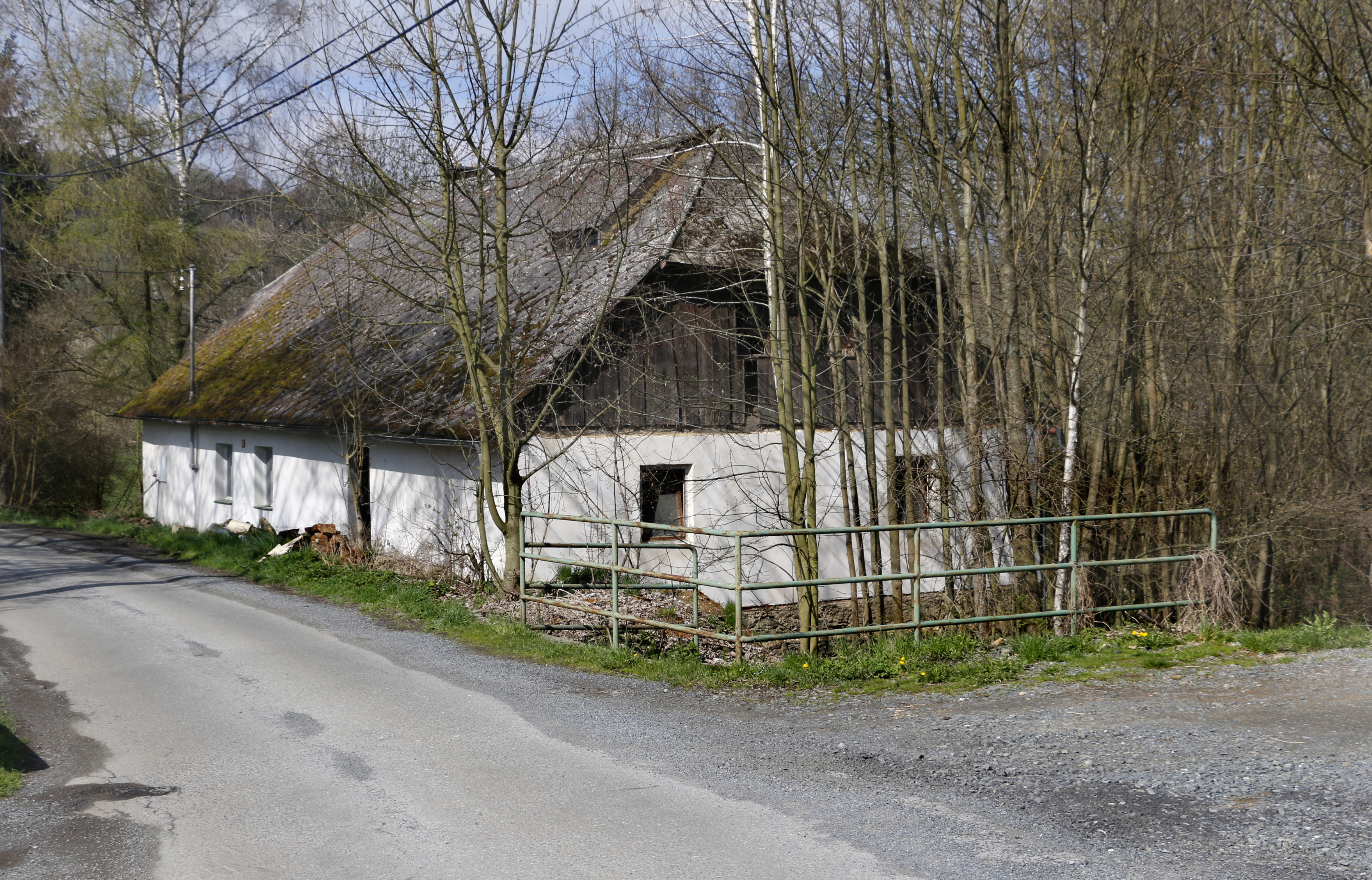
Bývalý mlýn